# ストレージ (胃腸薬)
ストレージ（すとれーじ）は、アリナミン製薬（旧：武田コンシューマーヘルスケア）から発売されている漢方薬のブランド。

## 製品概要
2009年6月に武田薬品工業より発売開始。当初はストレスからくる胃の不調に対応した製品として発売されていたが、2012年3月に皮膚疾患や頭痛に対応した製品の発売により、漢方薬のブランドとなった。
2017年4月に日本国内向けコンシューマーヘルスケア事業が分社化されたことに伴い、武田コンシューマーヘルスケア（現：アリナミン製薬）へ販売移管した。

## 製品一覧
すべて【第2類医薬品】で、ツムラに製造を委託している。
- タイプH - 体力中等度をめやすとして気分がふさいで、咽喉・食道部に異物感がある方ののどのつかえ感・神経性胃炎用。半夏厚朴湯製剤。黄緑色のパッケージで、"H"とは「はきけ」のこと。
- タイプI - 体力中等度以下で腹部は力が無くて、胃痛または腹痛がある方の神経性胃炎、慢性胃炎用。安中散製剤。水色のパッケージで、"I"とは「胃痛」のこと。
- タイプG - 体力中等度で、みぞおちがつかえた感じのある方の下痢・軟便、神経症用。半夏瀉心湯製剤。橙色のパッケージで、"G"とは「下痢」のこと。
- タイプSA - 体力中等度で、赤ら顔の方のにきび、顔面・頭部の湿疹・皮膚炎用。清上防風湯製剤。濃い橙色のパッケージで、"SA"とは「スキン・アクネ」のこと。現在は24包入りが製造を終了しており、12包入りのみ。
- タイプZK - 体力中等度で、慢性に経過する頭痛、めまい、肩こりなどがある方の慢性頭痛、神経症用。釣藤散製剤。青のパッケージで、"ZK"とは「頭痛・肩こり」のこと。

### 製造終了品
- タイプSK - 体力中等度で、皮膚はかさかさして色つやが悪く、のぼせる方の湿疹・皮膚炎、神経症用。温清飲製剤。桃色のパッケージで、"SK"とは「スキン・カサカサ」のこと。
- タイプZM - 体力中等度以下で、めまい、ふらつきがある方の頭痛・めまい・立ちくらみ用。苓桂朮甘湯製剤。青緑のパッケージで、"ZM"とは「頭痛・めまい」のこと。

## イメージキャラクター
- 小林麻央（2009年-2010年）